# Akka Technologies
Pour les articles homonymes, voir Akka.
Akka Technologies est un groupe d'ingénierie et de conseil en technologies et une entreprise de services du numérique (ESN), fondée et dirigée par Maurice Ricci.

## Historique

### Genèse d'Akka Technologies
L'histoire des premières sociétés du groupe Akka Technologies remonte à 1984 avec la création par Maurice Ricci de l'entreprise Hysys, d'une dizaine de personnes. En quelques années, trois autres sociétés sont créées par Maurice Ricci. En 1999, il rassemble ses entreprises spécialisées en conseil et ingénierie sous le nom d'Akka Technologies. Le nom du groupement est trouvé par Franck Isaac-Sibille, vice-président et manager général du Lyon OU, qui est alors à la tête d'une société de communication.

### Développement européen focus Allemagne
Le 31 mars 2005, le groupe est introduit en bourse sur l'eurolist d'Euronext Paris. Le 26 avril 2006, Akka Technologies acquiert Silogic. 

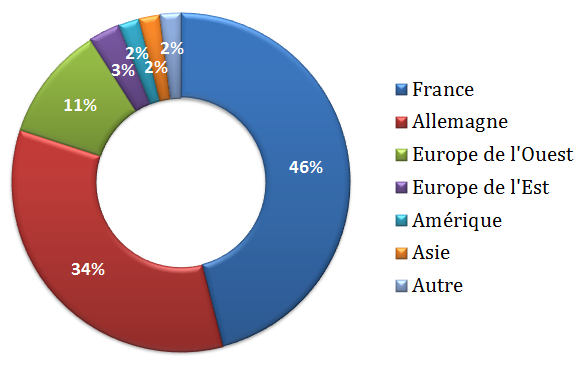
Répartition du groupe par zones géographiques en 2015.

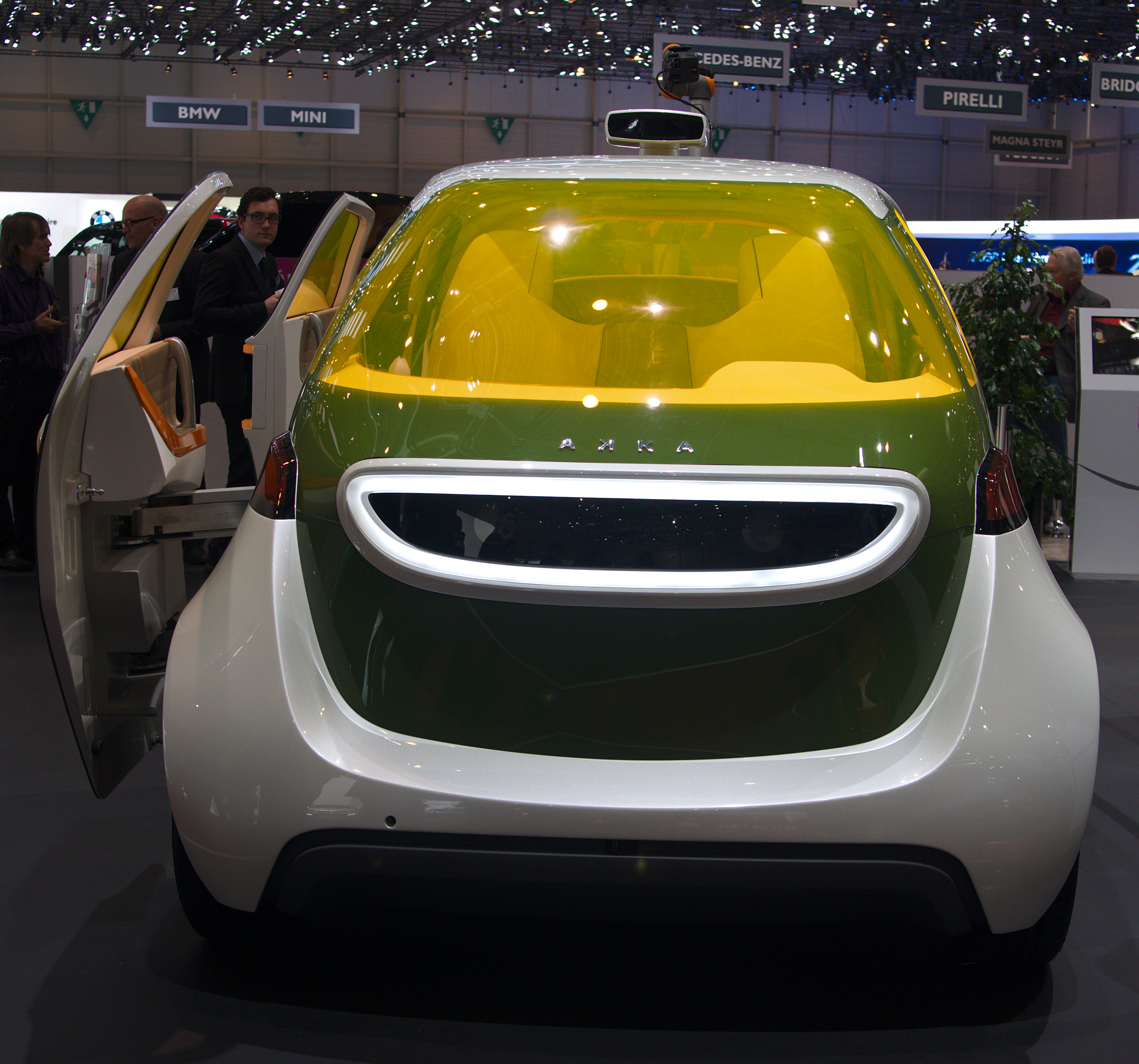
Présentation de la voiture autonome Link&Go au Geneva MotorShow de 2013.

En décembre 2009, Akka Technologies acquiert Ekis, une société spécialisée dans la sureté de fonctionnement, l'ingénierie documentaire et le soutien logistique intégré,. Dans le même temps, la société dirigée par Maurice Ricci entre dans le capital de Real Fusio. Créée en 2004, cette société est spécialisée dans le domaine de la réalité virtuelle et de la simulation pour les marchés de l'aéronautique, du spatial et de la défense,.
En juillet 2011, Akka Technologies acquiert la société toulousaine Aeroconseil, employant 1 200 personnes. Cette acquisition permet à Akka Technologies de proposer une couverture complète des métiers de l’aéronautique en ingénierie, sur toute la durée de vie du produit : de la recherche et développement à la conception jusqu'à l’industrialisation.
En 2012, la société acquiert 65 % de la société allemande MBtech, filiale d'ingénierie de Daimler-Benz,. L'opération fait passer ses effectifs de 7 000 à près de 10 000 ingénieurs, principalement en Europe, et aussi en Amérique du Nord et en Chine.
En 2014, Akka Technologies acquiert la société de conseil en technologies allemande Auronik. 
En 2015, Akka Technologies franchit le cap du milliard d'euros de chiffre d'affaires.

### Augmentation de capital de 2020 et relance de l'activité
Début 2020, la crise liée à l'épidémie de Covid-19 fait chuter le chiffre d'affaires d'Akka, qui annonce en mai un recul de 15 % sur le premier semestre de l'année. Akka est affecté par les arrêts de projets et les crises de production dans les secteurs aéronautiques et automobiles et anticipe un retour au positif à partir du troisième trimestre.
La Compagnie nationale à portefeuille, véhicule d'investissement de la famille des descendants d'Albert Frère, décide alors d'investir 150 millions d'euros pour permettre de relancer l'activité, à côté du groupe Ricci qui investit 50 millions. L'opération se fait le 6 octobre 2020, au prix de 22,50 €/action, soit une prime de 43 % par rapport au cours de bourse de la veille qui était de 15,74 €. Le cours de bourse monte immédiatement à 22 €.
Fin 2020, Akka annonce la suppression de 900 emplois, principalement dans la région Occitanie. Au premier semestre 2020, le groupe enregistre une perte nette de 57,4 millions d'euros, avec un chiffre d'affaires en recul de 20,3 %.
Début 2021, une association syndicale composée de la CFDT, la CFE-CGC, la CFTC, la CGT, la FO et l'UNSA monte au créneau. L'intersyndicale encourage les ingénieurs à venir se manifester jeudi 21 janvier.

### Rachat par le Groupe Adecco et fusion avec Modis
En juillet 2021, Adecco annonce l'acquisition d'Akka Technologies pour 2 milliards d'euros.
Akka cesse toute publication financière à la suite de son retrait de la cote.
En octobre 2022, Akka fusionne avec l'entreprise allemande Modis et devient Akkodis.

## Actionnaires
À la suite de l'augmentation de capital du 6 octobre 2020, les principaux actionnaires sont :
| Nom                                | %      |
| Ricci (famille)                    | 38,5 % |
| Compagnie nationale à portefeuille | 21,4 % |

## Chiffres
|                    | 2005     | 2006     | 2007   | 2008     | 2009   | 2010   | 2011   | 2012   | 2013   | 2014   | 2015    | 2016      | 2017      | 2018    |
| ------------------ | -------- | -------- | ------ | -------- | ------ | ------ | ------ | ------ | ------ | ------ | ------- | --------- | --------- | ------- |
| Nombre de salariés | 1 690    | 2 322    | 3 271  | 5 205    | 5 110  | 5 630  | 6 910  | 10 000 | 11 000 | 10 600 | 12 200  | 13 252    | 15 515    | 21 000  |
| Chiffre d'affaires | 119,5 M€ | 160,1 M€ | 353 M€ | 381,5 M€ | 332 M€ | 400 M€ | 474 M€ | 827 M€ | 879 M€ | 886 M€ | 1002 M€ | 1227,2 M€ | 1334,4 M€ | 1505 M€ |

## Recrutement

### Plans de recrutement massif
À l'instar des grandes entreprises de services du numérique (ESN), le groupe Akka Technologies lance régulièrement des plans de recrutement massifs pour conserver et augmenter ses effectifs, et compenser le taux élevé de turnover. 

## Controverses

### Licenciements abusifs

#### Licenciements isolés de syndicalistes
En 2008, à Casablanca, Akka Technologies licencie neuf salariés syndiqués à l'union générale des travailleurs du Maroc (UGTM). Cette dernière considère que l'entreprise cherche à dissuader les salariés de se syndiquer. Début 2016, une manifestation de la CGT, rassemblant quarante personnes, a lieu devant Akka Belfort pour soutenir un salarié syndicaliste menacé de licenciement.

#### Salariés, une variable d'ajustement
La crise économique de 2009 touche de nombreux secteurs du groupe. Les contrats de travail des consultants d'Akka Technologies, qui interviennent majoritairement chez des clients, et continuent à percevoir leurs salaires entre deux missions, sont assortis d'une clause de mobilité. Murielle André-Hochart, directrice des ressources humaines, explique qu'au-delà de trois refus de mission par un consultant, il est nécessaire de le licencier. La même année, dans le secteur automobile, au lieu de faire un plan social, le groupe procède à des licenciements pour des motifs personnels fallacieux de consultants d'Akka Technologies qui se sont retrouvés sans mission. Comme le souligne, le site web d'information et d'opinion Mediapart, les salariés servent de variable d'ajustement. 

### Salaire de son dirigeant
En 2012, le site web français d’informations économiques Le Journal du Net présente un article sur les salaires des grands patrons des sociétés de services en ingénierie informatique qui ont le plus augmenté. Maurice Ricci arrive en première position avec une rémunération de 642 000 euros, en hausse de 60,5 % sur un an. Sa rémunération sur cette année est supérieure à la croissance du résultat net d'Akka +50,2 % (40,4 millions d'euros) mais inférieure à celle du chiffre d'affaires +74,5 % (827,3 millions d'euros).
L'hebdomadaire lyonnais Tribune de Lyon publie chaque année sur un sujet polémique : l'estimation des revenus des patrons lyonnais. Selon ce journal, le salaire du dirigeant d'Akka Technologies Maurice Ricci est estimé à 5,1 millions d'euros en 2013, puis 3,486 millions d'euros en 2014. Tandis que, le document de référence d'Akka Technologies indique une rémunération due à son président-directeur-général d'un montant de 589 000 euros en 2013, puis 569 000 euros en 2014.
L'année suivante, Le Journal du Net présente un autre article et annonce qu'officiellement Maurice Ricci a reçu un salaire fixe de 561 000 euros. Le dirigeant a aussi été rémunéré au travers d'un contrat de prestation de services entre Akka Technologies et sa société BMC Management and Investment, pour un montant de 642 000 euros. Maurice Ricci vend 400 000 actions de son entreprise contre 11,6 millions d'euros en mai 2015.